# Roy Strong
Sir Roy Strong CH (Winchmore Hill, Middlesex, 1935. augusztus 23.–) brit művészettörténész.

## Élete

### Származása
George Edward Clement Strong kereskedelmi ügynök és felesége, Mabel Ada Smart harmadik fia. Strong „lúzernek” és intellektuális érdeklődési körök nélküli alkoholistának írja le apját, aki zaklatta feleségét, és nem törődött a gyermekeikkel. A család egy 1928-ban megszerzett birtokon élt az enfieldi Winchmore Hillen, ahol apja díszkertet telepített, amelyet a második világháborúban a "Dig for Victory" kampány során át kellett adniuk a zöldségágyások számára, hogy élelmet termeljenek rajtuk. Strong hamarosan megszakította kapcsolatát szüleivel.

### Tanulmányai
A londoni egyetem Queen Mary College-ban történelmet tanult, majd a Warburg Institute-ban szerzett PhD-fokozatot. Disszertációja Frances Yates vezetésével I. Erzsébet angol királynő udvara életéről készült. Portréival is foglalkozott.

### Karrierje
1959-ben a Nemzeti Arcképtár kurátora (segédgondnok), 1967 és 1973 között pedig igazgatója volt. Ott rendezett kiállításokat az 1960-as és 1970-es évek kultúrájáról, például 1968-ban Cecil Beaton fotósról, amelyek nagy sikert arattak, és felfrissítették a múzeum poros arculatát.
1973-ban a Victoria & Albert Museum akkori legfiatalabb igazgatója lett, és 1987-ig töltötte be ezt a pozíciót. Itt is folytatta innovatív koncepcióját, a mindennapi kultúra bemutatását, kiállításokat rendezett a divatról, a kertművészetről, a templomok jövőjéről és a vidéki házak lerombolásáról.

### Kutatásai és a nyilvánosság
A reneszánsz művészet szakértője, különösen az Erzsébet-kori Anglia és portréi (pl. Nicholas Hilliard). Naplókat, a kertek és a brit monarchia történetét, valamint Anglia művészettörténetét publikálta.
Az 1970-es és 1980-as években volt egy rovata a Financial Timesban. 2008-ban a Channel 4 műsorvezetője volt egy hatrészes tévésorozatban mint egy intézet kitalált igazgatója, amelyben kilenc önkéntese követi a 19. századi és 20. század eleji táplálkozási előírásokat.

### Magánélete
Strong feleségül vette a nála hat évvel idősebb Julia Trevelyan Oman díszlettervezőt (1930–2003), Charles Oman művészettörténész lányát (1901–1982) Charles Oman történész unokáját (1860–1946). Házasságuk gyermektelen volt.

## Kitüntetései és tisztségei
- 1980-ban Hamburgban Shakespeare-díjat kapott.
- A Royal Photography Society tiszteletbeli tagja lett, és megkapta az elnöki kitüntetést.
- 1982-ben lovaggá ütötték: a Bachelor lovag fokozatot kapta meg.
- 2000 és 2006 között a Kerttörténeti Társaság elnöke volt.
- Aktív tagja az angol anglikán egyháznak, valamint a Westminsteri apátság szentélyének fővégrehajtója és kutatója.
- 2007-ben Gresham-előadást tartott Anglia számos falusi templomának nem túl rózsás jövőjéről a Szent Pál-székesegyház kriptájában.

## Kert "The Laskett"
Az 1970-es évek eleji sztrájkhullám idején Strong visszavonult 1969-ben vásárolt brixtoni otthonából vidékre, hogy elkerülje a londoni zavargások és élelmiszerhiány miatti bizonytalanságot. Nem engedhette meg magának a klasszikus cotswoldi vidéki birtokot, amely apósa tulajdonában volt, végül egy családi házat vett a herefordshire-i Much Birchben, ami egy Jane Austen-regényből származó paplakra emlékeztette.
A "The Laskett" ház körül feleségével egy körülbelül 1,6 hektáros formális kertet alakítottak ki, amely számos életrajzi elemet tartalmaz. Többek között ott volt a Victoria and Albert Museum-templom is, amelynek központi eleme Strong portréja volt Viktória királynő és férje, Albert hercegről. 2004-ben gazdagon illusztrált könyvet adott ki erről a kertről. A kert nyitott volt a fizető látogatói csoportok előtt, és volt benne ajándékbolt is. Julia Ormond halála után Strong nagymértékben leegyszerűsítette az ültetést, mondván, hogy a nők „csak jobbak a részletekben”. Az elvadult kertet a csalódott látogatók többször is kritizálták, és egy nagyobb akció során vissza kellett metszeni és megtisztítani, több nagyobb fát is kivágtak. Ez egy fotókötet témája is lett. 2018-ban a fás kertben ("Christmas Orchard") egy fehér kilátót építtetett, majd egy barlangot és egy tavat. A kertet két kertész, Shaun Cadman és Philip Teague tartja karban 
Strong 2014-ben megkísérelte átadni a kertet a National Trustnak, de az elutasította, mivel a kert nem felelt meg a minőségi kritériumoknak. A felháborodott Strong eleinte azt tervezte, hogy elpusztítja a kertjét. 2020-ban azonban átadta a házat és a kertet a Perennial jótékonysági szervezetnek, és beköltözött egy házba Ledburyben, ahol egy kis formális kertet kíván létrehozni.

### Stílusa
A Laskett neoklasszikus olasz stílusban készült, számos egymást keresztező nézőponttal, amelyek többsége emlékművel vagy szoborral végződik. Pénzhiány miatt ezek többnyire olcsó anyagokból készültek, ezért hasonlítanak a színpadi díszletre. Az aranylevelet azonban nem kímélték. A kertet nagyon kis helyre tervezték, és magas sövények uralják, amelyek közül néhány klausztrofóbiásnak tűnik. Élethosszig tartó szenvedélyét a topiárium iránt is kiélte. Strong maga jellemezte így a kertet; „gátlástalanul nosztalgikus, romantikus” és önéletrajzi. A komplexumot professzionális kerttervezők „túl sok mindenből” (Emma Bond: thinkinGardens, „túl sok mindenből”) és „hivalkodóságnak” (Anne Wareham: House & Garden, németül: "Prahlerei") jellemezték, mások mulatságosan különcnek látták. A profi kertészvilág nagyrészt figyelmen kívül hagyta őt.
Könyveiben is egy pszeudo-klasszikus stílust terjeszt, amelyet igyekszik kisebb ingatlanokhoz igazítani. A javasolt telepítés rendkívül hagyományos, a láda- és tiszafasövények a domináns design elem.

## Művei
- I. Erzsébet királynő portréi, Clarendon Press, 1963
- Az angol ikon, Paul Mellon Alapítvány. London, 1969
- Tudor és Jacobean Portraits in the National, Portrait Gallery, 2 vols., HMSO, London, 1969
- Nicholas Hilliard, London: Michael Joseph Ltd., 1975
- A Renaissance Garden Angliában, London, 1979
- A Tudor Court művészei: A portréminiatűr újrafelfedezése 1520–1620, kiállítási katalógus V & A, London, 1983
- Kis kertek létrehozása, London: Conran Octopus, 1986
- A Small Garden Designer's Handbook, London: Conran Octopus, 1987
- Henry Prince of Wales és Anglia elveszett reneszánsza, Temze és Hudson, London, 1986
- Mireille Galinouval,: London's Pride: Glorious History of the Capital's Gardens. Anaya Kiadó, 1990
- Lost Treasures of Britain: Five Centuries of Creation and Destruction, London, Viking, 1990
- A Tudor és Stuart Monarchia: festészet, festészet, ikonográfia, 1. kötet, The Boydell Press, 1990
- Királyi kertek. London, BBC Books, 1992
- Sikeres kis kertek. Conran Octopus, 1994
- William Larkin: A ragyogás ikonjai Franco Maria Ricci, 1995
- Vidéki élet, 1897-1997: The English Arcadia, 1996
- A Tudor és Stuart Monarchia: festészet, festészet, ikonográfia, 2. kötet, Elizabethan, The Boydell Press, 1996
- Roy Strong Diaries 1967-1987, Weidenfeld & Nicolson, 1997
- A Tudor és Stuart Monarchia: festészet, ikonográfia, 3. kötet, Jacobean és Caroline, The Boydell Press, 1997
- The Story of Britain: A People's History, 1998
- Roy Strong Diaries: 1967–87. Főnix, 1998
- Erzsébet kultusza: Erzsébet-kori portré és látványosság, 1999
- The Spirit of Britain: A Narrative History of the Arts, 1999
- The Artist & the Garden, Yale University Press (Paul Mellon Center for Studies), 2000
- Kertek a korokon át, 2000
- Lakoma: A nagy evés története, 2003
- Gloriana: I. Erzsébet királynő portréi, 2003
- The Arts in Britain: A History, 2004
- Roy Strong. The Laskett: The Story of a Garden. Bantam (2003. július 30.). ISBN 0-593-05070-3
- Terence Pepperrel: Beaton Portraits, 2004
- Koronázás: A királyság és a brit monarchia története, 2005
- Szenvedélyek múltban és jelenben, 2005
- John Evelyn naplója, 2006
- Egy kis története az angol vidéki egyházról, 2008-as évfolyam
- Anglia víziói: Avagy miért álmodunk még mindig egy helyről az országban. Miles Kelly, 2012
- Roy Strong: Önarckép fiatal férfiként. Bodleian Könyvtár, 2013

### Magyarul
- Lakoma. A dúsan terített asztal története; ford. Árokszállásy Zoltán; Magyar Narancs–Athenaeum, Budapest, 2006

## Fordítás
- Ez a szócikk részben vagy egészben  a   Roy Strong című német Wikipédia-szócikk ezen változatának fordításán alapul.  Az eredeti cikk szerkesztőit annak laptörténete sorolja fel. Ez a jelzés csupán a megfogalmazás eredetét és a szerzői jogokat jelzi, nem szolgál a cikkben szereplő információk forrásmegjelöléseként.